# Arodingi
Gli Arodingi (o Arodi) furono una dinastia che regnò sui Longobardi a metà dell'VIII secolo, estinta dopo appena due re. Vi appartennero anche alcuni duchi di Bergamo. 
Gli Arodi erano una stirpe longobarda a capo di una fara stanziata presso Brescia. Probabilmente discendevano dagli Arudi. A portare il casato degli Arodingi sul trono dei Longobardi fu, nel 636, il più illustre dei suoi esponenti, Rotari figlio di Nanding. L'allora duca di Brescia ottenne immediata legittimazione sposando la vedova di Arioaldo, Gundeperga: la regina, figlia di Autari e Teodolinda, portava in dote il "carisma" della dinastia Bavarese, a sua volta erede dell'antica e gloriosa stirpe dei Letingi.
Secondo la tradizione, alla morte di Arioaldo i duchi della corrente cattolica liberarono Gundeperga dal castello dove il marito l'aveva rinchiusa per farla governare per dieci mesi, prima di concederle il privilegio di scegliere il nuovo re e sposo. Le fonti non consentono di verificare la veridicità di questa tradizione, che se vere attribuirebbe a Gundeperga un ruolo identico a quello svolto nel 590 dalla madre. Il matrimonio con la regina cattolica indicava, comunque, la volontà del nuovo re di proseguire in una politica di tolleranza verso i cattolici.
Alla morte di Rotari (652) il trono passò al figlio Rodoaldo, che lo conservò appena per pochi mesi, senza lasciare tracce significative del suo governo. Pare che, circa sei mesi dopo la sua elezione, sia stato ucciso da un longobardo, del quale aveva insidiato la moglie. Al suo posto i duchi longobardi elessero Ariperto I, riportando così al trono un cattolico della dinastia Bavarese.
Anche i duchi di Bergamo Wallari, Gaidulfo e Rotarit fecero parte della dinastia.
I due sovrani Arodingi furono: 
- Rotari, 636 - 652
- Rodoaldo, 652 - 653